# هملت (فیلم ۱۹۶۱)
«هملت» (انگلیسی: Hamlet (1961 film)) فیلمی در ژانر درام است که در سال ۱۹۶۱ منتشر شد. از بازیگران آن می‌توان به ماکسیمیلیان شل اشاره کرد.
این فیلم ابتدا در 1 ژانویه 1961 در آلمان غربی از تلویزیون پخش شد و سپس در سال 1962 در ایالات متحده اکران شد.